# Voto anticipato

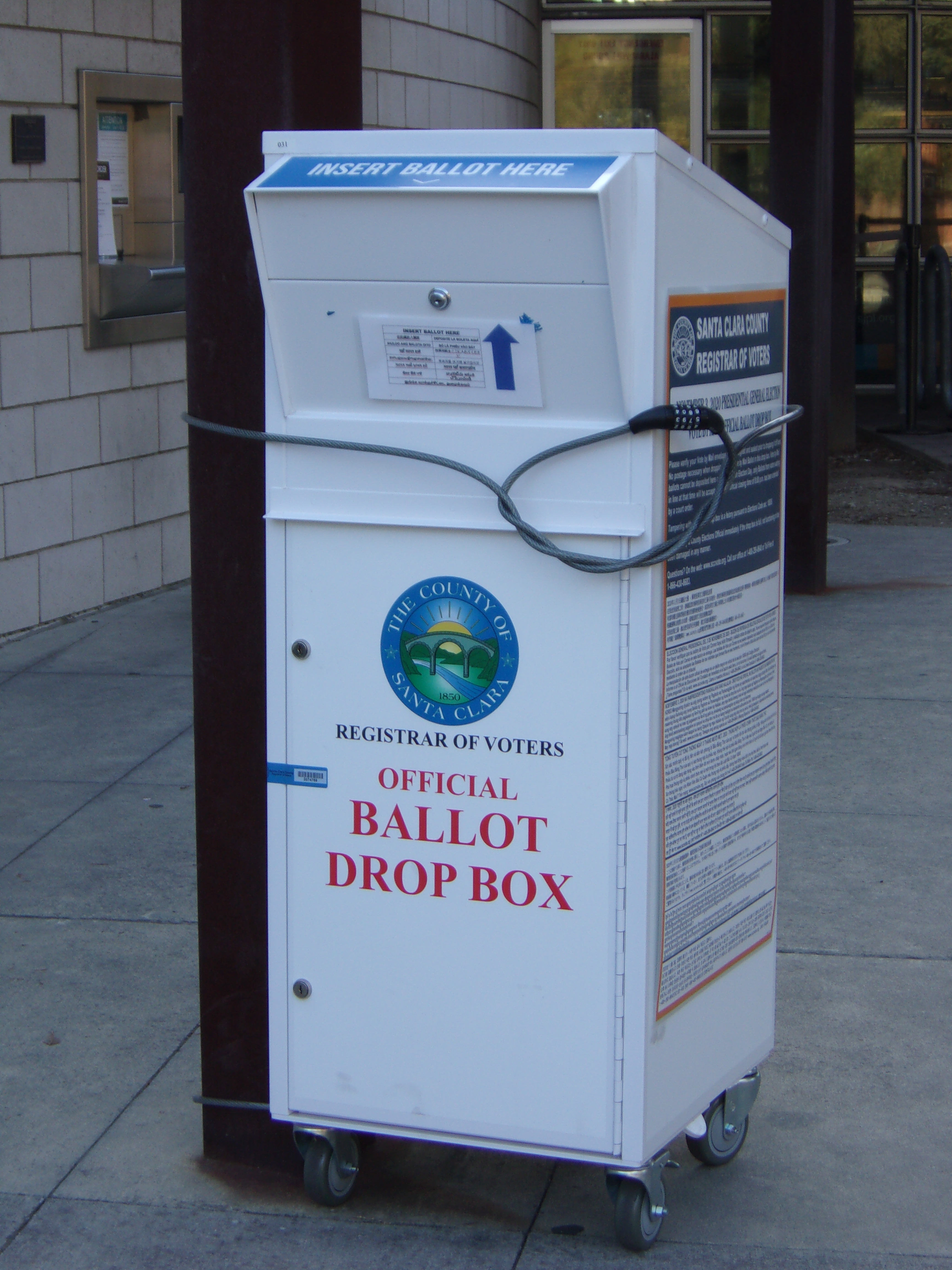
Casella elettorale in una biblioteca pubblica in California, 2020.

Il voto anticipato è un processo di voto di convenienza (ossia qualsiasi forma di voto che non avviene il giorno delle elezioni presso il seggio elettorale) mediante il quale gli elettori in un'elezione pubblica possono votare prima di un giorno elettorale programmato. La votazione anticipata può avvenire a distanza, ad esempio tramite voto postale, o di persona, di solito in seggi elettorali designati. La disponibilità e i periodi di tempo per la votazione anticipata variano a seconda delle giurisdizioni e dei tipi di elezioni. Gli obiettivi del voto anticipato sono solitamente quelli di aumentare la partecipazione degli elettori, diminuire l'intasamento nei seggi elettorali il giorno delle elezioni ed evitare possibili discriminazioni contro le persone con orari di lavoro e di viaggio che potrebbero effettivamente impedire loro di recarsi alle urne durante le ore previste in un singolo giorno elettorale.
In alcuni paesi, il voto anticipato espresso di persona o il voto per corrispondenza (o entrambi) sono disponibili per tutti gli elettori. In altri paesi, solo alcuni elettori possono votare tramite questi metodi (come quelli che si trovano all'estero o ricoverati in ospedale il giorno delle elezioni).

## Australia e Nuova Zelanda

### Australia
In Australia, dove il voto è obbligatorio, il voto anticipato è solitamente noto come "pre-poll voting". Gli elettori possono esprimere un voto anticipato per una serie di motivi, tra cui un viaggio inevitabile, la maternità imminente, l'impossibilità di lasciare il proprio posto di lavoro, avere convinzioni religiose che impediscono la partecipazione in quel determinato giorno o trovarsi a più di 8 km da un seggio elettorale. Nel 2016 erano disponibili oltre 600 centri per il voto anticipato. 
Alle elezioni federali australiane del 2019, sono stati espressi in anticipo 6,1 milioni di voti (compresi i voti postali), pari al 40,7% del totale dei voti espressi. Ciò ha rappresentato un aumento rispetto al 26,4% delle elezioni del 2013 e al 13,7% delle elezioni del 2007. Dopo le elezioni del 2019, i membri della commissione parlamentare permanente per le questioni elettorali hanno espresso preoccupazione per la durata del periodo di votazione pre-sondaggio, suggerendo che ciò stava imponendo costi sia alla Commissione elettorale australiana (AEC - Australian Electoral Commission) che ai partiti politici, e che gli elettori votanti con il voto anticipato potevano non essere in grado di rispondere agli sviluppi nelle ultime settimane della campagna elettorale. 

### Nuova Zelanda
Il voto anticipato, o advance voting, è possibile in Nuova Zelanda (senza che gli elettori presentino una motivazione necessaria) dal 2008, e si apre 12 giorni prima del giorno delle elezioni, con circa 500 seggi elettorali allestiti in tutto il paese. Gli elettori che si presentano in una cabina elettorale adibita al voto anticipato per la loro circoscrizione elettorale possono esprimere un voto ordinario come farebbero se votassero il giorno delle elezioni. Se l'elettore è fuori dalla circoscrizione, iscritto dopo la data limite (31 giorni prima del giorno delle elezioni) o è iscritto in liste non pubblicate, deve esprimere un "voto speciale".
Nelle elezioni del 2011 sono stati espressi 334.600 voti anticipati, pari al 14,7% di tutti i voti. Questa percentuale è cresciuta al 48% nelle elezioni del 2017 e del 66,7% nelle elezioni del 2020.

## Europa
Un rapporto del 2020 dell’Istituto internazionale per la democrazia e l'assistenza elettorale (IDEA) ha esaminato l’uso delle modalità di voto in Europa, riferendo sulla prevalenza del voto per corrispondenza interno, sul voto anticipato, sul voto mobile e sul voto per delega in vari paesi europei. 
Il rapporto IDEA riferisce che il voto anticipato (ai fini del set di dati di cui dispone) è stato definito come "opportunità di presentare il proprio voto di persona a un seggio elettorale prima del giorno delle elezioni", escludendo "altri metodi di voto [espresso prima della data ufficiale delle elezioni] che non prevedono la presenza di persona (come il voto per posta o voto elettronico) o che non hanno luogo in un seggio elettorale (come il voto mobile, ossia la possibilità di votare attraverso un apparecchio telefonico)". Applicando questa definizione, Svizzera, Norvegia, Svezia, Danimarca, Finlandia, Estonia e Lettonia offrono il voto anticipato a tutti gli elettori. Islanda, Portogallo, Slovenia, Lituania, Bielorussia e Russia lo offrono ad alcuni elettori. 
Il rapporto IDEA definisce il voto per corrispondenza nazionale, ai fini del suo insieme di dati, come "quelle misure che consentono a un elettore di presentare la propria scheda elettorale per posta fisica all'amministrazione elettorale" e osserva che "sebbene il voto per corrispondenza sia in linea di principio un voto anticipato, esso differisce in quanto il voto può essere inviato fisicamente a distanza dall'elettore stesso." Islanda, Regno Unito, Svizzera, Germania, Polonia, Liechtenstein e Lussemburgo offrono il voto per corrispondenza nel paese a tutti gli elettori. La Repubblica d'Irlanda, la Spagna, i Paesi Bassi, l'Austria, la Slovenia e la Lituania lo offrono solo ad alcuni elettori. 

### Finlandia

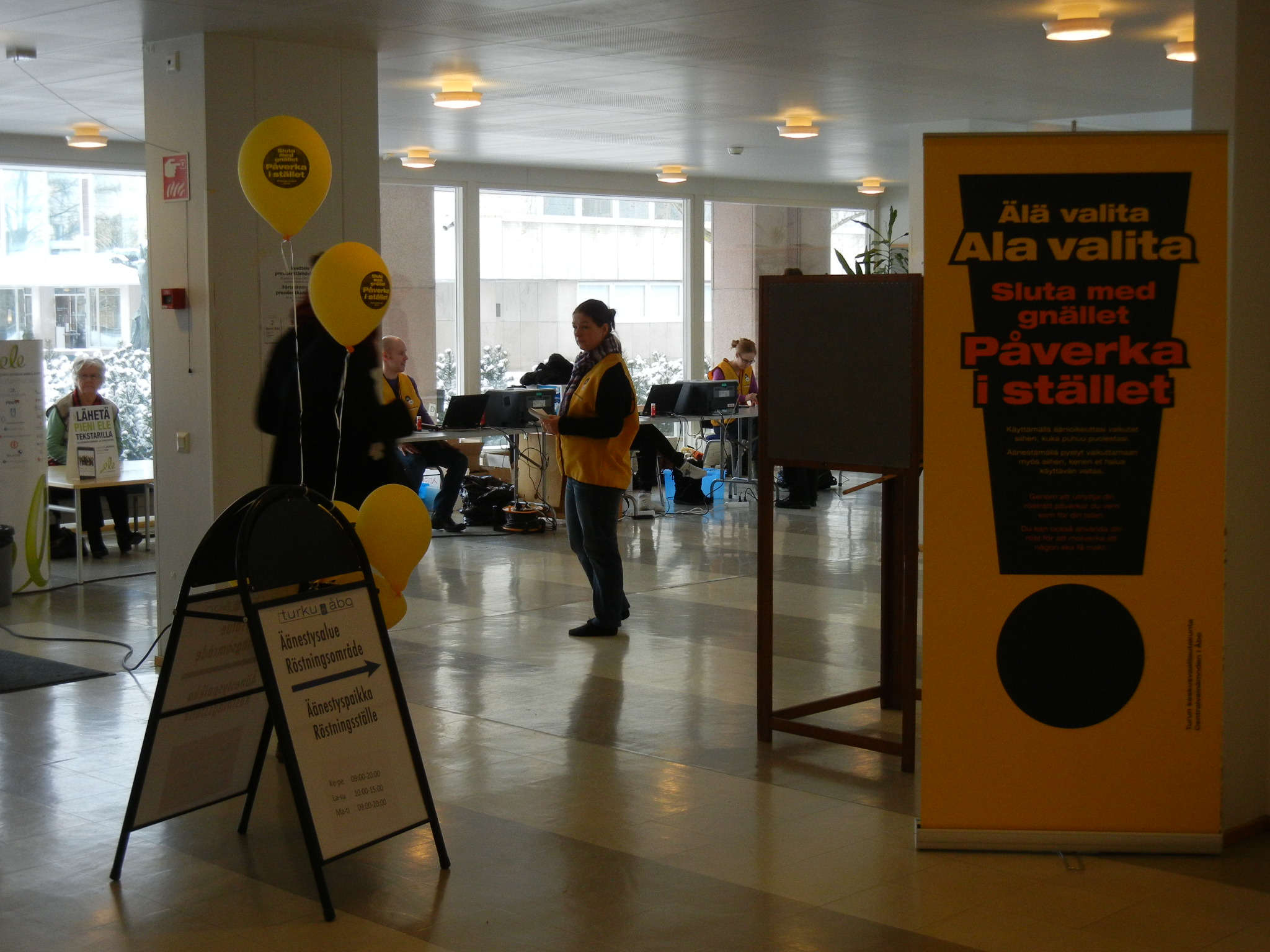
Votazione anticipata alle elezioni presidenziali finlandesi del 2012 nei locali dell'Università di Turku.

In Finlandia, gli elettori aventi diritto possono votare tramite votazione anticipata, che inizia il mercoledì, undici giorni prima del giorno delle elezioni. Il periodo di votazione anticipata termina otto giorni prima del giorno delle elezioni (per i voti espressi all'estero presso le ambasciate finlandesi designate) e cinque giorni prima di esso (per i voti espressi in Finlandia). Qualsiasi elettore avente diritto può votare presso un "seggio elettorale anticipato generale" (ossia presso un ufficio municipale finlandese o presso uffici postali e ambasciate finlandesi all'estero). Negli ospedali per i pazienti e nelle carceri per i detenuti vengono allestiti "seggi elettorali speciali anticipati". Inoltre, gli elettori finlandesi che non sono in grado di recarsi ai seggi elettorali anticipati a causa di problemi di mobilità o di malattia possono votare anticipatamente a casa (i commissari elettorali effettuano visite domiciliari per ricevere e controllare i voti di questa tipologia di elettori). Anche gli equipaggi delle navi finlandesi in viaggio possono votare tramite votazione anticipata, a partire da 18 giorni prima del giorno delle elezioni. 

### Germania
La Germania non prevede il voto anticipato di persona, ma consente a tutti gli elettori aventi diritto di votare per posta. Il voto per corrispondenza è stato adottato nella Germania occidentale a partire dal 1957, ma originariamente era un metodo utilizzato principalmente da coloro che per un motivo particolare non potevano votare di persona. La percentuale di elettori tedeschi che hanno votato per posta è aumentata costantemente dalla riunificazione della Germania nel 1990, e il requisito della motivazione necessaria è stato eliminato nel 2008. Nelle elezioni federali tedesche del 2005, il 19% di tutti gli elettori ha votato in anticipo. Nelle elezioni federali tedesche del 2017, il 28,6% degli elettori (fino ad allora una percentuale record) ha votato per posta. Nelle elezioni federali tedesche del 2021, il 47,3% degli elettori ha votato per posta, stabilendo un nuovo record. 

### Irlanda
Nella Repubblica d'Irlanda è tradizione che gli elettori delle remote isole costiere votino il giorno prima della data ufficiale delle elezioni. Ciò mira ad evitare la possibilità che il maltempo possa impedire la consegna delle schede elettorali al centro di conteggio che si trova sulla terraferma, impedendo così di avere i risultati entro determinate tempistiche. Tuttavia, la pratica non è universalmente popolare. 

### Norvegia
In Norvegia il voto anticipato è noto come "forhåndsstemming". Per legge, il giorno delle elezioni è fissato a un lunedì di settembre dell'anno in cui termina il mandato in corso. La votazione anticipata viene solitamente aperta un mese prima del giorno delle elezioni e si chiude il venerdì prima. Fino a venerdì compreso tutti possono votare ovunque nel Paese. Il giorno delle elezioni, le votazioni devono avvenire nel comune in cui risiede l'elettore entro la fine di giugno.
Alle elezioni generali del 2009, 707.489 norvegesi hanno votato in anticipo, 200.000 in più rispetto al record precedente, avvenuto nel 2001. 
La quota di coloro che votano anticipatamente è in costante aumento e nelle elezioni nazionali del 2021, il 57,9% dei voti espressi sono stati voti anticipati, con un totale di 1,7 milioni di elettori.

### Svezia

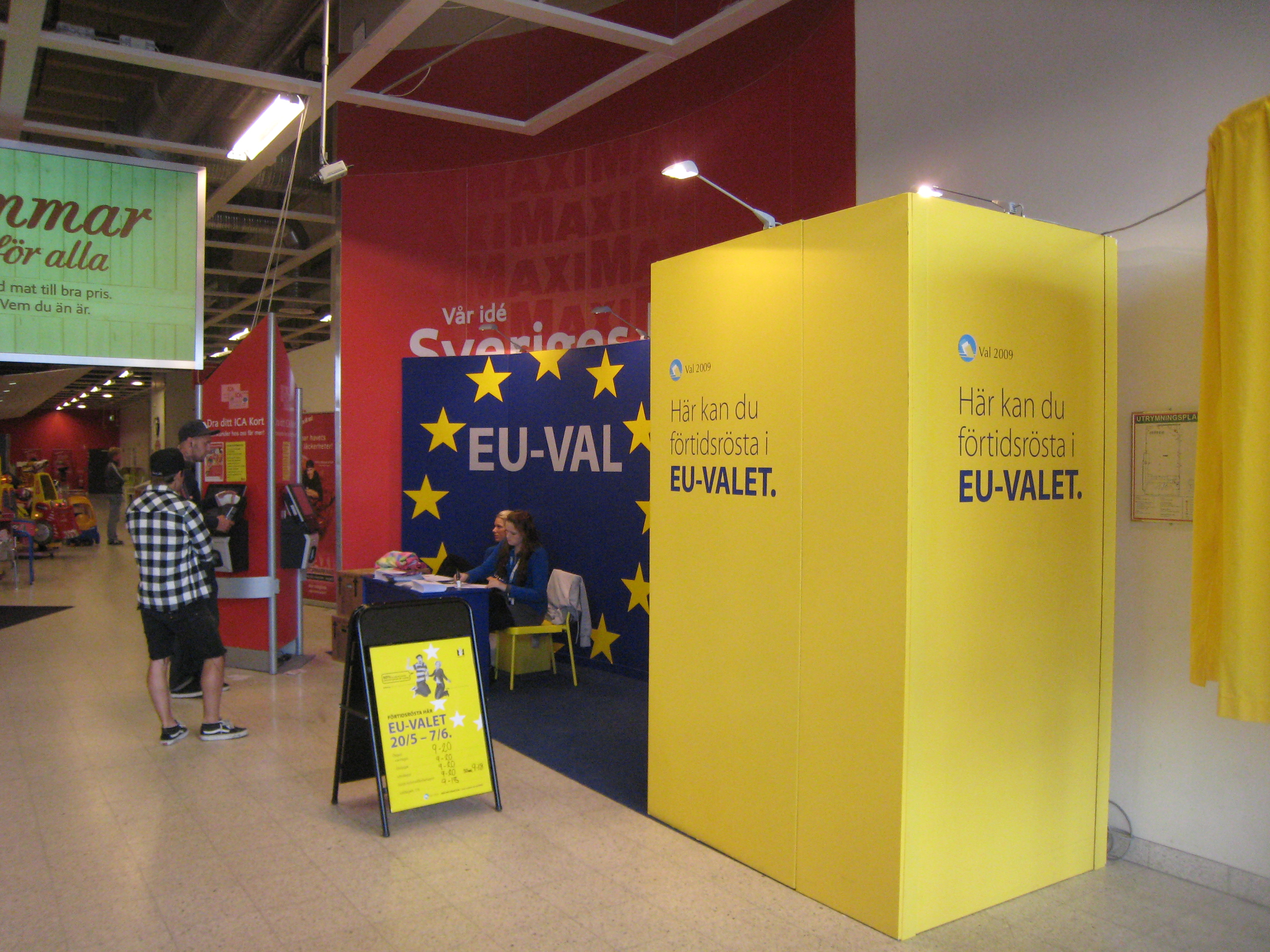
Postazione per il voto anticipato in un supermercato a Malmö durante le elezioni del Parlamento europeo del 2009.

La Svezia ha tradizionalmente avuto un'elevata partecipazione alle elezioni e cerca di rendere il voto il più semplice possibile. Non è necessaria alcuna registrazione, poiché generalmente tutti sono registrati con un indirizzo di casa. Normalmente, un elettore dovrebbe votare il giorno delle elezioni nel seggio elettorale specificato, ma tutti possono votare durante l'ultima settimana in un seggio elettorale anticipato, ovunque nel paese, di solito in luoghi di proprietà del comune come le biblioteche.
Inoltre, il giorno delle elezioni (che solitamente è una domenica), alcuni seggi elettorali sono aperti. Negli ospedali e nelle strutture per anziani ci sono particolari opportunità di voto. Nelle elezioni fino al 1998, gli uffici postali (che ora appartengono a una società commerciale e non sono più amministrati a livello nazionale) sono stati utilizzati per diversi decenni come seggi elettorali anticipati. Gli svedesi che vivono all'estero devono registrare il proprio indirizzo e possono votare presso le ambasciate o tramite posta. 
I voti anticipati vengono trasportati al seggio elettorale assegnato all'elettore in doppia busta. Il giorno delle elezioni, un elettore può infatti votare al seggio elettorale. Prima che venga conteggiato il voto anticipato, i funzionari controllano se l'elettore ha votato nel seggio corretto. In tal caso, la votazione anticipata viene distrutta, con la busta interna non aperta. I voti anticipati che non raggiungono il seggio elettorale in tempo vengono trasportati al consiglio di amministrazione della contea e conteggiati se l'elettore non ha già votato. 

### Svizzera
La legge federale svizzera consente il voto per corrispondenza in tutte le elezioni federali e i referendum, e tutti i cantoni lo consentono per le questioni elettorali cantonali. Tutti gli elettori ricevono la loro scheda elettorale personale per posta poche settimane prima delle elezioni o del referendum. Possono presentarlo a un seggio elettorale il giorno delle elezioni o rispedirlo in qualsiasi momento precedente ad esse.

## Asia e Russia

### Russia
In Russia il voto anticipato, secondo la decisione della commissione elettorale, può essere organizzato in speciali seggi elettorali allestiti in zone remote e difficili da raggiungere, sulle navi che salperanno il giorno delle elezioni e nelle stazioni polari. Allo stesso tempo, la votazione anticipata può aver luogo non prima di venti giorni precedenti il giorno delle elezioni. 
Nel 2020, sullo sfondo della pandemia di COVID-19, è stata approvata una legge che consente il voto anticipato in tutti i seggi elettorali. Per la prima volta questo sistema è stato utilizzato nel referendum sugli emendamenti alla Costituzione, che si è tenuto il 1 luglio 2020, ma i cittadini hanno avuto la possibilità di votare entro una settimana prima del giorno ufficiale. Ciò è stato fatto per motivi sanitari, ossia per ridurre il numero di persone presenti contemporaneamente ai seggi elettorali. Successivamente, il periodo di votazione anticipata è stato ridotto a due giorni prima del giorno delle elezioni. Tale votazione di tre giorni è stata utilizzata per le elezioni regionali del settembre 2020. Tuttavia, tale decisione non è obbligatoria e può essere presa dalla commissione elettorale entro dieci giorni dalla data fissata delle elezioni. Se la Commissione elettorale non ha preso tale decisione, la votazione avrà luogo solo entro un giorno. 

### Tailandia
In Tailandia, il voto anticipato è noto come เลือกตั้งล่วงหน้า, gestito dalla Commissione elettorale. La votazione anticipata nelle elezioni generali tailandesi del 2011 è stata organizzata di domenica (26 giugno) mentre le elezioni precedenti sono state organizzate sia sabato che domenica. Circa 2,6 milioni di persone, di cui 1,07 milioni a Bangkok, si sono presentate alle urne, tuttavia molti potenziali elettori non hanno potuto votare a causa della grande folla.

## Nord America

### Canada
In Canada, le elezioni sono amministrate da Elections Canada, l'agenzia apartitica responsabile della gestione delle elezioni federali canadesi e dei referendum. Il voto anticipato di persona è chiamato advance polls, che si tiene il 10º, 9º , 8º e 7º giorno prima della data delle elezioni presso i seggi elettorali anticipati designati. Gli elettori canadesi possono trovare la data, l'orario e l'indirizzo del proprio seggio elettorale anticipato sul sito web di Elections Canada, telefonando a quest'ultima o sulla scheda informativa. Circa 4,9 milioni di canadesi hanno votato anticipatamente nelle elezioni del 2019 e quasi 5,8 milioni hanno espresso il loro voto durante le quattro date di votazione anticipata delle elezioni del 2021, stabilendo un record. 
I canadesi possono anche votare, su richiesta, presso gli uffici locali di Elections Canada (istituiti durante la stagione elettorale in ogni circoscrizione in Canada) o per posta. Le schede espresse tramite questi metodi sono chiamate "schede speciali". Storicamente, il voto per corrispondenza è stato abbastanza raro in Canada; dei 18,4 milioni di voti totali nelle elezioni canadesi del 2019, poco meno di 50.000 elettori hanno votato per posta, la maggior parte dei quali proveniva da canadesi che vivono all'estero. Il voto per corrispondenza in Canada è aumentato durante le elezioni del 2021, con oltre 1,1 milioni di schede speciali ricevute (compresi membri delle forze armate, canadesi che vivono all'estero e/o che non potevano tornare a casa il giorno delle elezioni e detenuti); di questo totale, circa 99.988 schede speciali non sono state conteggiate perché arrivate dopo il termine di ricezione (le ore 18:00 del giorno delle elezioni), non avevano la firma dell'elettore o presentavano qualche altro problema. 

### Stati Uniti

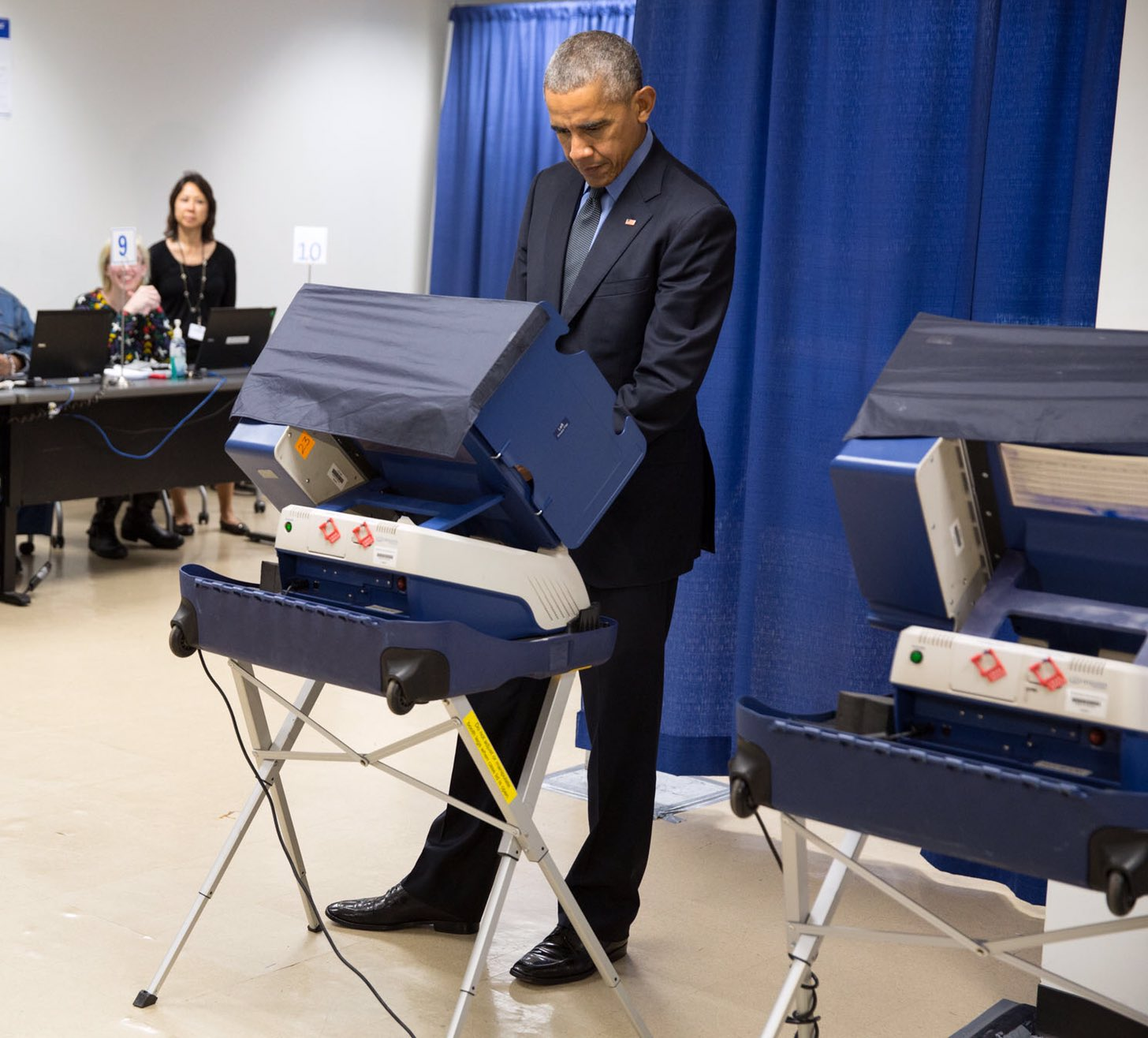
L’allora presidente in carica Barack Obama partecipa al voto anticipato per le elezioni del 2016.

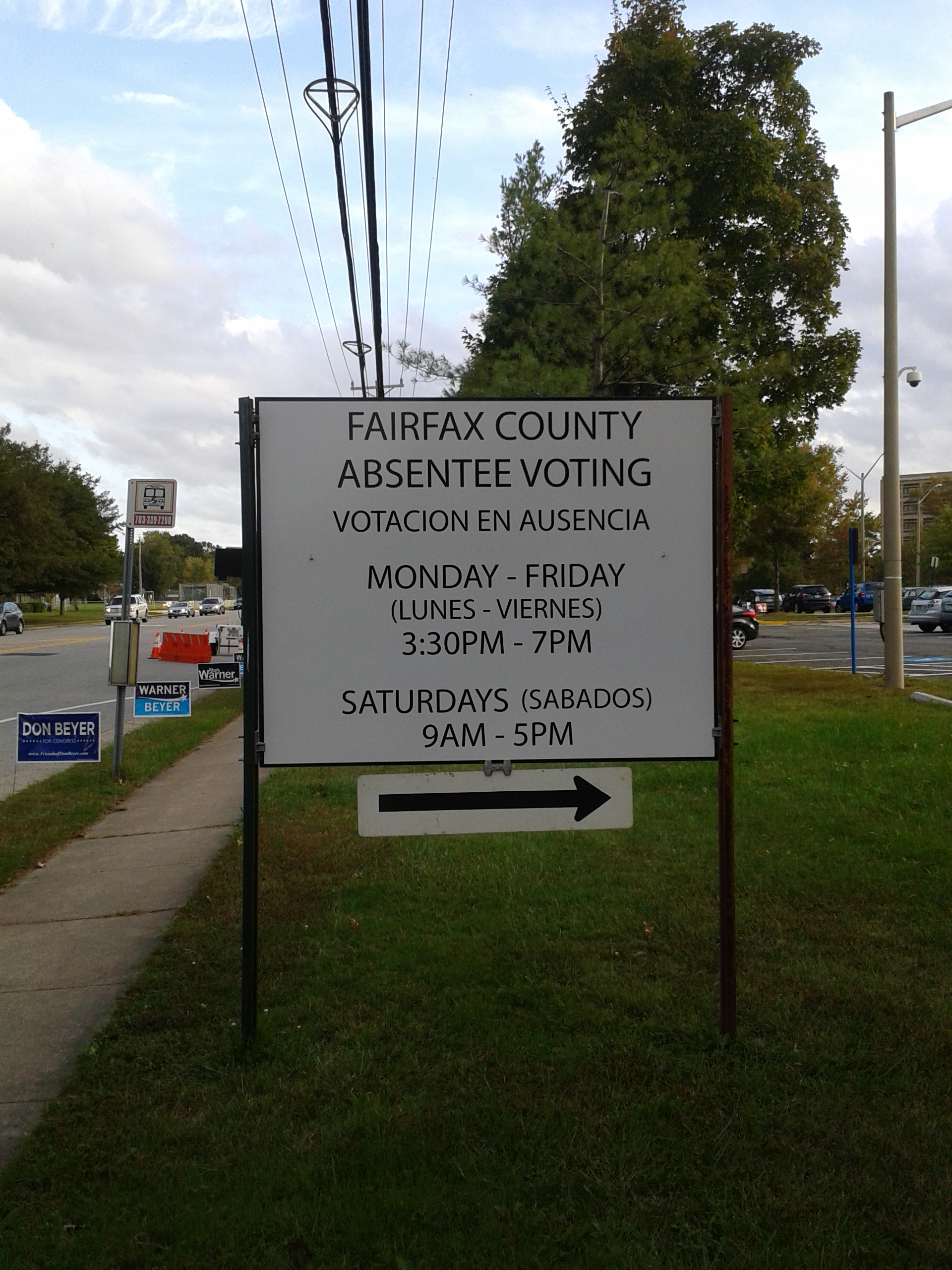
Segnale che indica una stazione di voto anticipato nella contea di Fairfax, Virginia.

A partire dal 2024, 47 Stati, il Distretto di Columbia, le Samoa americane, Guam, Porto Rico e le Isole Vergini americane offrono il voto anticipato di persona prima del giorno delle elezioni. Dei 46 Stati che consentono tale voto, sette Stati prevedono il voto per corrispondenza. In questi Stati, a ciascun elettore registrato e avente diritto viene inviata una scheda elettorale, che può essere restituita per posta o consegnata al luogo designato durante il periodo di votazione anticipata. 
La durata e la data di inizio e di fine del periodo di votazione anticipata di persona variano da Stato a Stato, da un minimo di 3 giorni a un massimo di 46 giorni; il numero medio di giorni di votazione anticipata di persona è di 23. Alcuni Stati danno facoltà ai funzionari elettorali locali (a volte impiegati di contea) di aggiungere determinati giorni di votazione anticipata. 
Degli Stati che consentono il voto anticipato di persona (esclusi i sette Stati che hanno elezioni "per corrispondenza"), 23 Stati e il Distretto di Columbia lo permettono nel fine settimana (il sabato, la domenica o entrambi). 
La National Conference of State Legislatures fornisce informazioni aggiornate sulle leggi di ciascuno Stato con collegamenti agli statuti elettorali pertinenti. 
Nel 2024, solo tre Stati non offrono il voto anticipato di persona: Alabama, Mississippi e New Hampshire. 
In aggiunta (o al posto del) voto anticipato di persona, tutti gli Stati offrono votazioni per corrispondenza ad alcuni elettori, con differenze significative tra gli Stati. A partire dal 2022, 35 Stati e il Distretto di Columbia offrono il "voto per corrispondenza senza motivazioni necessarie" in cui qualsiasi elettore qualificato può votare per corrispondenza senza presentare una particolare giustificazione; nei restanti Stati, la scheda elettorale per corrispondenza verrà fornita all'elettore solo con una motivazione valida. Le schede per corrispondenza (chiamate mail-in ballots) vengono spesso restituite agli uffici elettorali per posta ma alcuni Stati offrono il "voto per corrispondenza di persona" (in cui l'elettore firma e presenta la scheda elettorale per corrispondenza presso un seggio elettorale). L'esperienza di voto per corrispondenza di persona è simile all'esperienza di votazione anticipata. 
| Percentuale di voti espressi tramite voto anticipato di persona o voto per corrispondenza/per posta nelle elezioni presidenziali statunitensi | Percentuale di voti espressi tramite voto anticipato di persona o voto per corrispondenza/per posta nelle elezioni presidenziali statunitensi | Percentuale di voti espressi tramite voto anticipato di persona o voto per corrispondenza/per posta nelle elezioni presidenziali statunitensi |
| Anno | Votazioni anticipate | Fonte |
| --- | --- | --- |
| 2020 | 64,04% | [ 31 ] |
| 2016 | 36,6% | [ 32 ] |
| 2012 | 31,6% | [ 33 ] |
| 2008 | 30,6% | [ 34 ] |
| 2004 | 22% | [ 35 ] |
| 2000 | 16% | [ 36 ] |
| 1992 | 7% | [ 34 ] |

Gli Stati hanno adottato il voto anticipato in momenti diversi. Ad esempio, la Florida lo ha ufficialmente ammesso dal 2004, e gli elettori del Maryland hanno approvato un emendamento costituzionale nel novembre 2008 per consentirlo, a partire dalle elezioni primarie del 2010. Il voto anticipato è stato utilizzato per la prima volta in Massachusetts per le elezioni generali di novembre 2016. New York ha iniziato tale voto nel 2019, a seguito di una legge statale che richiedeva otto giorni di voto anticipato in tutto lo Stato. 
La pandemia di COVID-19 negli Stati Uniti ha portato molti Stati sia a ridurre il numero di seggi elettorali per le elezioni presidenziali del 2020, sia ad allentare i requisiti per l'accesso al voto per posta e al voto anticipato, incluso l’invio di schede elettorali per posta a tutti gli elettori registrati attivi e la possibilità di immettere le schede con il proprio voto nelle apposite cassette elettorali. Nelle elezioni di novembre 2020, circa il 26% dei voti a livello nazionale è stato espresso tramite votazione anticipata di persona, rispetto al 46% dei voti espressi tramite votazione per corrispondenza e al 28% dei voti espressi con votazione di persona il giorno delle elezioni. 
Dopo i tentativi di ribaltare le elezioni presidenziali degli Stati Uniti del 2020, a seguito di false accuse di diffuse frodi elettorali nelle elezioni da parte di Donald Trump, i legislatori repubblicani hanno avviato una spinta per limitare il voto anticipato. 

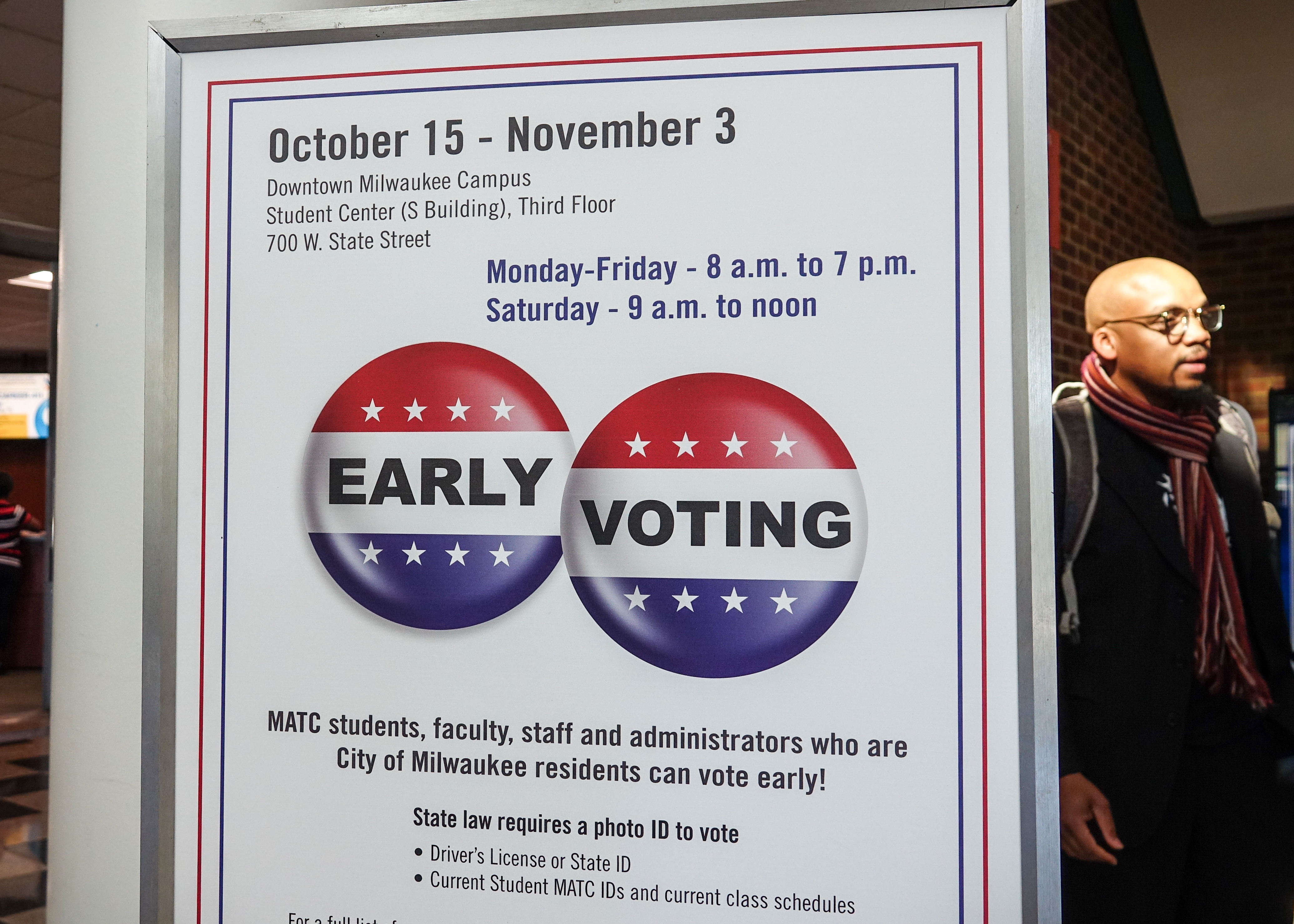
Manifesto per la votazione anticipata della campagna "Vote Early Day".

Nel 2020, MTV ha fondato la campagna "Vote Early Day" come festa civica per celebrare il concetto di voto anticipato, rivolta principalmente ai giovani. Il programma ideato da MTV ha collaborato con aziende e organizzazioni no-profit e il suo vantaggio consiste nel non essere "di proprietà" di nessuna entità.

## Costo
Estendendo il periodo di tempo in cui un elettore può votare, il voto di convenienza allunga gli sforzi elettorali. Il voto anticipato potrebbe aumentare il costo delle campagne politiche fino al 25% e quindi svantaggiare le campagne elettorali che hanno poco budget a disposizione. 
Il costo amministrativo complessivo del voto di convenienza non è noto e i risultati locali sono variabili. Nella contea di Contra Costa, California, il numero di votazioni per corrispondenza è aumentato del 49% dal 2004 al 2008, ma i costi associati a tali votazioni sono aumentati del 6%. Pertanto, il costo per ogni scheda elettorale è passato da 3,98 a 2,84 dollari (diminuzione del 29%). Nello stesso periodo nella contea di Weld, in Colorado, i voti per corrispondenza sono aumentati del 151%, ma il costo è aumentato di oltre il 1.000% a causa dell'appalto del servizio da parte della contea. Nella contea di Thurston, Washington, Sam Reed ha affermato che il costo amministrativo di una votazione spedita per posta era di 2,87 dollari, rispetto agli 8,10 dollari per una votazione di persona.